# Torneo de Promoción y Reservas 2018 (Bolivia)
El Torneo de Promoción y Reserva del Fútbol de Bolivia es la tercera edición de este torneo avalada por la Primera División y el consenso de los 14 clubes ligueros. El campeonato inició el 3 de marzo y finalizó el 10 de junio paralelamente al División Profesional 2018 Torneo Apertura.

## Equipos participantes

### Distribución geográfica de los Equipos
| Departamento | Cantidad | Club              |
| ------------ | -------- | ----------------- |
| Santa Cruz   | 6        | Blooming          |
| Santa Cruz   | 6        | Destroyers        |
| Santa Cruz   | 6        | Guabirá           |
| Santa Cruz   | 6        | Oriente Petrolero |
| Santa Cruz   | 6        | Royal Pari        |
| Santa Cruz   | 6        | Sport Boys        |
| La Paz       | 2        | Bolívar           |
| La Paz       | 2        | The Strongest     |
| Cochabamba   | 2        | Aurora            |
| Cochabamba   | 2        | Wilstermann       |
| Potosí       | 2        | Nacional Potosí   |
| Potosí       | 2        | Real Potosí       |
| Chuquisaca   | 1        | Universitario     |
| Oruro        | 1        | San José          |

### Equipos
El número de equipos para la temporada 2018 aumentó a 14, de los cuales 11 equipos son administrados por Clubes o Entidades Deportivas, 2 equipos son administrados por una Sociedad de Responsabilidad Limitada y 1 equipo es administrado por una Entidad Universitaria.
|                          | Equipo              | Entrenador | Ciudad                   | Estadio                                                     | Capacidad |
| ------------------------ | ------------------- | ---------- | ------------------------ | ----------------------------------------------------------- | --------- |
|                          | 'Aurora'            |            | Cochabamba               |                                                             |           |
|                          | 'Blooming'          |            | Santa Cruz de la Sierra  |                                                             |           |
| Archivo:Icon Bolivar.png | 'Bolívar'           |            | Nuestra Señora de La Paz | Cancha Rafael Mendoza Alto Irpavi                           |           |
|                          | 'Guabirá'           |            | Montero                  | Mutual de Exjugadores (Montero)                             |           |
|                          | 'Destroyers'        |            | Santa Cruz de la Sierra  | Villa 1.º de Mayo                                           |           |
|                          | 'Jorge Wilstermann' |            | Cochabamba               |                                                             |           |
|                          | 'Nacional Potosí'   |            | Potosí                   |                                                             |           |
|                          | 'Oriente Petrolero' |            | Santa Cruz de la Sierra  | Municipal Luján                                             |           |
|                          | 'San José'          |            | Oruro                    |                                                             |           |
|                          | 'Real Potosí'       |            | Potosí                   | Complejo Ferroviario                                        |           |
|                          | 'Royal Pari'        |            | Santa Cruz de la Sierra  | cancha Royal pary Avenida escuadrón velasco 2 ° y3 ° anillo |           |
|                          | 'Sport Boys'        |            | Warnes                   |                                                             |           |
|                          | 'The Strongest'     |            | Nuestra Señora de La Paz | Rafael Mendoza Castellón                                    | 10 000    |
|                          | 'Universitario'     |            | Sucre                    |                                                             |           |

## Sistema de competición.
El Torneo de Promoción y Reservas de Bolivia 2018 se jugará con los 14 clubes de la División Profesional divididos en 2 grupos entre los clubes del Oriente y el Occidente. 

## Campeonato Apertura

### Serie A
| Pos. |  | Equipos         | PJ | PG | PE | PP | GF | GC | Dif. | Pts. |
| ---- |  | --------------- | -- | -- | -- | -- | -- | -- | ---- | ---- |
| 1.°  |  | Bolívar         | 5  | 4  | 0  | 1  | 7  | 2  | 5    | 12   |
| 2.°  |  | The Strongest   | 6  | 3  | 2  | 1  | 11 | 7  | 4    | 11   |
| 3.°  |  | Aurora          | 5  | 3  | 1  | 1  | 7  | 5  | 2    | 10   |
| 4.°  |  | San José        | 4  | 2  | 0  | 2  | 4  | 3  | 1    | 6    |
| 5.°  |  | Real Potosí     | 5  | 1  | 2  | 2  | 3  | 3  | 0    | 5    |
| 6.°  |  | Universitario   | 5  | 1  | 1  | 3  | 4  | 10 | -6   | 4    |
| 7.°  |  | Nacional Potosí | 4  | 0  | 0  | 4  | 3  | 9  | -6   | 0    |

#### Fixture
- La hora de cada encuentro corresponde al huso horario que rige a Bolivia (UTC-4).

| Bolívar       | 2 - 1 | Nacional Potosí | Rafael Mendoza Alto Irpavi | 2 de marzo | 14:00 | Joaquín Verástegui (La Paz) |  |  |
| Real Potosí   | 1 - 1 | Universitario   | Complejo Ferroviario       | 3 de marzo | 10:00 | Vladimir Fuertes (Potosí)   |  |  |
| The Strongest | 2 - 0 | San José        | Rafael Mendoza Castellón   | 3 de marzo | 10:00 | Juan Castro (La Paz)        |  |  |
| Libre:Aurora  |       |                 |                            |            |       |                             |  |  |

| Universitario   | 0 - 3 | Bolívar     | Olímpico Patria          | 10 de marzo | 11:00 |  |  |  |
| Nacional Potosí | 1 - 3 | Aurora      | Complejo Ferroviario     | 10 de marzo | 14:00 |  |  |  |
| The Strongest   | 1 - 1 | Real Potosí | Rafael Mendoza Castellón | 10 de marzo | 15:00 |  |  |  |
| Libre: San José |       |             |                          |             |       |  |  |  |

| Real Potosí            | 0 - 2 | San José      | Complejo Ferroviario     | 17 de marzo | 10:00 |  |  |  |
| Aurora                 | 1 - 0 | Universitario | Municipal Sacaba         | 17 de marzo | 12:30 |  |  |  |
| Bolívar                | 3 - 0 | The Strongest | Libertador Simón Bolívar | 11 de abril | 14:00 |  |  |  |
| Libre: Nacional Potosí |       |               |                          |             |       |  |  |  |

| The Strongest      | 2 - 2 | Aurora          | Rafael Mendoza Castellón | 22 de marzo | 13:00 |  |  |  |
| Universitario      | 2 - 1 | Nacional Potosí | Olímpico Patria          | 24 de marzo | 8:00  |  |  |  |
| San José           | 0 - 1 | Bolívar         | Jesús Bermúdez           | 25 de marzo | 13:00 |  |  |  |
| Libre: Real Potosí |       |                 |                          |             |       |  |  |  |

| Bolívar              | 0 - 1 | Real Potosí     | Rafael Mendoza Castellón | 29 de marzo | 13:00 |  |  |  |
| Aurora               | 0 - 2 | San José        | Municipal Sacaba         | 31 de marzo | 15:00 |  |  |  |
| The Strongest        | 2 - 0 | Nacional Potosí | Rafael Mendoz Castellón  | 3 de abril  | 11:00 |  |  |  |
| Libre: Universitario |       |                 |                          |             |       |  |  |  |

| San José       | -     | Nacional Potosí | NO SE JUGÓ               | NO SE JUGÓ | NO SE JUGÓ | NO SE JUGÓ | NO SE JUGÓ | NO SE JUGÓ |
| Real Potosí    | 0 - 1 | Aurora          | Complejo Ferroviario     | 6 de abril | 13:00      |            |            |            |
| The Strongest  | 4 - 1 | Universitario   | Rafael Mendoza Castellón | 7 de abril | 12:00      |            |            |            |
| Libre: Bolívar |       |                 |                          |            |            |            |            |            |

| Aurora               | - | Bolívar     | Municipal Sacaba     | 12 de abril | 12:00 |  |  |  |
| Universitario        | - | San José    | Olímpico Patria      | 13 de abril | 15:30 |  |  |  |
| Nacional Potosí      | - | Real Potosí | Complejo Ferroviario | 14 de abril | 11:00 |  |  |  |
| Libre: The Strongest |   |             |                      |             |       |  |  |  |

|        | - |
|        | - |
|        | - |
| Libre: |   |

|        | - |
|        | - |
|        | - |
| Libre: |   |

|        | - |
|        | - |
|        | - |
| Libre: |   |

|        | - |
|        | - |
|        | - |
| Libre: |   |

|        | - |
|        | - |
|        | - |
| Libre: |   |

|        | - |
|        | - |
|        | - |
| Libre: |   |

|        | - |
|        | - |
|        | - |
| Libre: |   |

### Serie B
| Pos. |  | Equipos           | PJ | PG | PE | PP | GF | GC | Dif. | Pts. |
| ---- |  | ----------------- | -- | -- | -- | -- | -- | -- | ---- | ---- |
| 1.°  |  | Royal Pari        | 2  | 2  | 0  | 0  | 4  | 1  | 3    | 6    |
| 2.°  |  | Blooming          | 2  | 1  | 1  | 0  | 6  | 4  | 2    | 4    |
| 3.°  |  | Oriente Petrolero | 2  | 1  | 0  | 1  | 4  | 2  | 2    | 3    |
| 4.°  |  | Sport Boys        | 2  | 1  | 0  | 1  | 2  | 4  | -2   | 3    |
| 5.°  |  | Guabirá           | 2  | 0  | 1  | 0  | 3  | 3  | 0    | 1    |
| 6.°  |  | Wilstermann       | 1  | 0  | 0  | 1  | 1  | 2  | -1   | 0    |
| 7.°  |  | Destroyers        | 1  | 0  | 0  | 1  | 1  | 3  | -2   | 0    |

#### Fixture
- La hora de cada encuentro corresponde al huso horario que rige a Bolivia (UTC-4).

| Destroyers        | 1 - 3 | Blooming   | Villa 1.º de Mayo             | 3 de marzo  | 15:30 | Rafael Subirana (Santa Cruz)   |  |  |
| Oriente Petrolero | 3 - 0 | Sport Boys | Municipal Luján               | 4 de marzo  | 10:30 | José Luis Mendoza (Santa Cruz) |  |  |
| Guabirá           | 0 - 2 | Royal Pari | Mutual Exjugadores de montero | 14 de marzo | 15:00 |                                |  |  |
| Libre:Wilstermann |       |            |                               |             |       |                                |  |  |

| Blooming         | 3 - 3 | Guabirá           |  |  |  |  |  |  |
| Royal Pari       | 2 - 1 | Oriente Petrolero |  |  |  |  |  |  |
| Sport Boys       | 2 - 1 | Wilstermann       |  |  |  |  |  |  |
| Libre:Destroyers |       |                   |  |  |  |  |  |  |

| Wilstermann       | - | Royal Pari |  |  |  |  |  |  |
| Oriente Petrolero | - | Blooming   |  |  |  |  |  |  |
| Guabirá           | - | Destroyers |  |  |  |  |  |  |
| Libre:Sport Boys  |   |            |  |  |  |  |  |  |

| Destroyers    | - | Oriente Petrolero |  |  |  |  |  |  |
| Blooming      | - | Wilstermann       |  |  |  |  |  |  |
| Royal Pari    | - | Sport Boys        |  |  |  |  |  |  |
| Libre:Guabirá |   |                   |  |  |  |  |  |  |

| Sport Boys        | - | Blooming   |  |  |  |  |  |  |
| Wilstermann       | - | Destroyers |  |  |  |  |  |  |
| Oriente Petrolero | - | Guabirá    |  |  |  |  |  |  |
| Libre:Royal Pari  |   |            |  |  |  |  |  |  |

| Guabirá                 | - | Wilstermann |  |  |  |  |  |  |
| Destroyers              | - | Sport Boys  |  |  |  |  |  |  |
| Blooming                | - | Royal Pari  |  |  |  |  |  |  |
| Libre:Oriente Petrolero |   |             |  |  |  |  |  |  |

| Royal Pari     | - | Destroyers        |  |  |  |  |  |  |
| Sport Boys     | - | Guabirá           |  |  |  |  |  |  |
| Wilstermann    | - | Oriente Petrolero |  |  |  |  |  |  |
| Libre:Blooming |   |                   |  |  |  |  |  |  |

|        | - |
|        | - |
|        | - |
| Libre: |   |

|        | - |
|        | - |
|        | - |
| Libre: |   |

|        | - |
|        | - |
|        | - |
| Libre: |   |

|        | - |
|        | - |
|        | - |
| Libre: |   |

|        | - |
|        | - |
|        | - |
| Libre: |   |

|        | - |
|        | - |
|        | - |
| Libre: |   |

|        | - |
|        | - |
|        | - |
| Libre: |   |

### Fase Final
|  | Semifinales | Semifinales | Semifinales | Semifinales | Semifinales |  |  | Final | Final | Final | Final | Final |
|  |             |             |             |             |             |  |  |       |       |       |       |       |
|  |             |             |             |             |             |  |  |       |       |       |       |       |
|  |             |             |             |             |             |  |  |       |       |       |       |       |
|  |             |             |             |             |             |  |  |       |       |       |       |       |
|  |             |             |             |             |             |  |  |       |       |       |       |       |
|  |             |             |             |             |             |  |  |       |       |       |       |       |
|  |             |             |             |             |             |  |  |       |       |       |       |       |

#### Semifinales
- La hora de cada encuentro corresponde al huso horario que rige a Bolivia (UTC-4).

|  |  | vs. |

|  |  | vs. |

|  |  | vs. |

|  |  | vs. |

#### Final
- La hora de cada encuentro corresponde al huso horario que rige a Bolivia (UTC-4).

|  |  | vs. |

|  |  | vs. |

### Campeón
| Bandera de Bolivia |
| TBD                |

## Estadísticas

### Goleadores
| 1. Ronaldo Monteiro                          | Bolívar         | 1 | 0 | 1 | 1.0 |
| 2. Beigmar García                            | Bolívar         | 1 | 0 | 1 | 1.0 |
| 3. Henry Tórrez                              | Nacional Potosí | 1 | 0 | 1 | 1.0 |
| 4. TBD                                       |                 | - | - | - | -   |
| 5. TBD                                       |                 | - | - | - | -   |
| 6. TBD                                       |                 | - | - | - | -   |
| 7. TBD                                       |                 | - | - | - | -   |
| 8. TBD                                       |                 | - | - | - | -   |
| 9. TBD                                       |                 | - | - | - | -   |
| 10. TBD                                      |                 | - | - | - | -   |
| Última actualización: 27 de febrero de 2018. |                 |   |   |   |     |

Fuente: []

### Récords de goles
- Primer gol de la División Promocional 2018:
  -  Ronaldo Monteiro  (Fecha 1: Bolivar 2 - 1  Nacional Potosí)
- Último gol de la División Promocional 2018:
  - TBD
- Gol más rápido:
  - TBD
- Gol más cercano al final del encuentro:
  - TBD
- Mayor número de goles marcados en un partido:
  - TBD
- Mayor victoria de local:
  - TBD
- Mayor victoria de visita:
  - TBD